# ジャマイカ植民地

ジャマイカ直轄植民地及び属領
Crown Colony of Jamaica and Dependencies (英語)

国歌: God Save the Queen（英語）
女王陛下万歳

ジャマイカ直轄植民地及び属領（ジャマイカしょくみんち、英語: Crown Colony of Jamaica and Dependencies）は、イギリスの植民地である。
1866年にイギリスの直轄植民地となり、主にサトウキビの生産に使われた。統治下の間多くのイギリスへの反乱を経験した後、1962年に独立を認められた。